# Halfing
Halfing – miejscowość i gmina w Niemczech, w kraju związkowym Bawaria, w rejencji Górna Bawaria, w regionie Südostoberbayern, w powiecie Rosenheim, siedziba wspólnoty administracyjnej Halfing. Leży około 15 km na północny wschód od Rosenheimu.

## Demografia
| Rok  | Liczba mieszk. |
| ---- | -------------- |
| 1970 | 1 755          |
| 1987 | 2 005          |
| 2000 | 2 615          |
| 2005 | 2 792          |

### Struktura wiekowa
Dane o ludności z 31 grudnia 2008:
| Opis                                | Ogółem | Ogółem | Kobiety | Kobiety | Mężczyźni | Mężczyźni |
| ----------------------------------- | ------ | ------ | ------- | ------- | --------- | --------- |
| Jednostka                           | osób   | %      | osób    | %       | osób      | %         |
| Populacja                           | 2703   | 100    | 1396    | 51,65   | 1307      | 48,35     |
| Wiek przedprodukcyjny (0–17 lat)    | 585    | 21,64  | 279     | 10,32   | 306       | 11,32     |
| Wiek produkcyjny (18–65 lat)        | 1639   | 60,64  | 833     | 30,82   | 806       | 29,82     |
| Wiek poprodukcyjny (powyżej 65 lat) | 479    | 17,72  | 284     | 10,51   | 195       | 7,21      |

## Polityka
Wójtem gminy jest Peter Böck z CSU, wcześniej urząd ten obejmował Paul Anner, rada gminy składa się z 14 osób.
|      | CSU | FWG | HWV | Razem |
| 2008 | 7   | 3   | 4   | 14    |
| 2002 | 7   | 3   | 4   | 14    |